# Mirja Vehkaperä
Mirja Vehkaperä, née le 6 avril 1976 à Haukipudas, est une femme politique finlandaise. Membre du Parti du centre (Kesk), elle est députée européenne depuis le 12 juin 2018.

## Biographie
Mirja Vehkaperä est élue pour la première fois au parlement finlandais en 2007, dans la circonscription d'Oulu, puis est réélue aux élections de 2011 et de 2015. 
Elle se présente aux élections européennes de 2014 mais n'est pas élue. Elle intègre finalement le Parlement européen en juin 2018, à la suite de la démission de Paavo Väyrynen.